# Hauteur effective d'une antenne
La hauteur effective d'une antenne (HAAT, anglais : Height above average terrain) est la hauteur de la moyenne géométrique des capacités réparties. Elle est largement utilisée dans la radio FM et la télévision, du fait qu'elle est en réalité beaucoup plus importante que la puissance apparente rayonnée (ERP) dans la détermination de la gamme de fréquence (VHF et UHF en particulier). Pour une question de coordination internationale, elle est officiellement mesurée en mètre, même par la Federal Communications Commission aux États-Unis, puisque le Canada et le Mexique (qui utilisent le système métrique) ont étendu les zones frontalières où les stations internationales peuvent être reçues de chaque côté des frontières internationales. Les stations qui veulent augmenter au-dessus d'une certaine HAAT doivent en conséquence réduire leur puissance, en fonction de la distance maximale que la classe de leur station est autorisée à couvrir.

## Calcul de la hauteur
Elle était dans les années 1970 calculée en utilisant une formule simplifiée à partir de la hauteur réelle, la hauteur effective approximée en résultant étant de 2H/π. Dans les années 2010, une modélisation plus précise peut être effectuée au moyen de la méthode du développement en singularités (SEM).
Pour une antenne-cadre, cette hauteur he est définie par la formule :
{\displaystyle h_{e}={\frac {2\pi NA\cos \theta }{\lambda }}}
où :
- he est la hauteur effective, en m
- N est le nombre de tours du bobinage
- A est la surface de chaque enroulement, en m²
- λ est la longueur d'onde, en m
- θ est l'angle entre les lignes du champ et la normale au cadre[3].

## La propagation enVHFet enUHF

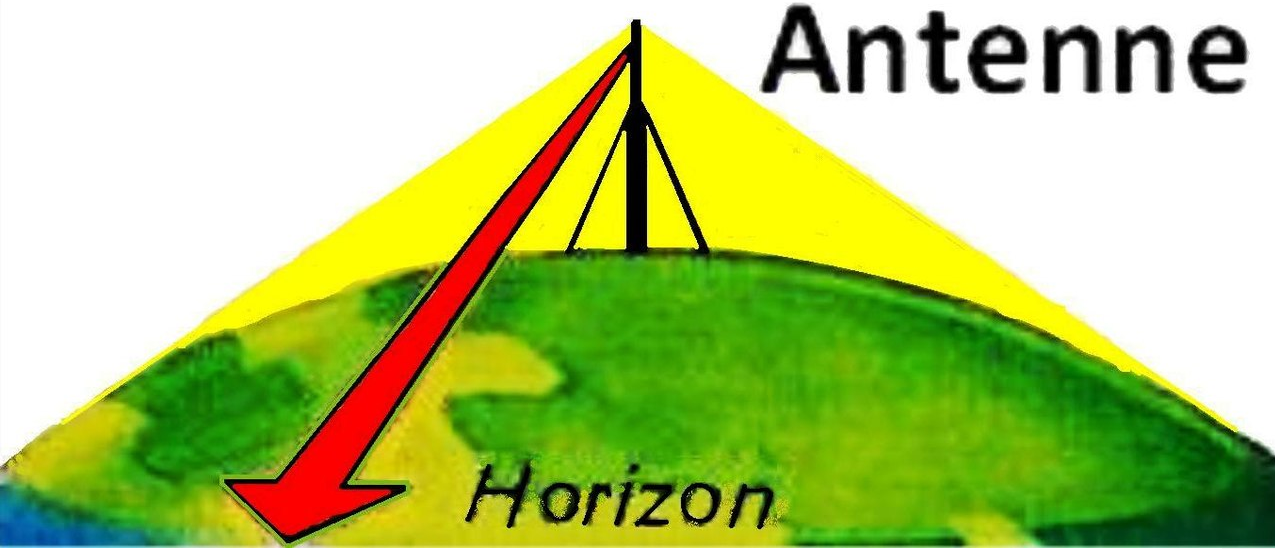
Propagation locale sur les bandes VHF et UHF

Sur ces bandes, la propagation se fait dans une zone de réception directe (quelques dizaines de kilomètres) en partant de l’émetteur. 
- La propagation est comparable à celle d’un rayon lumineux.
- Les obstacles sur le sol prennent de l’importance en VHF.
- Les obstacles sur le sol prennent une grande importance en UHF.
- Les propagations sporadiques radios à grande distance en VHF et en UHF ne sont pas utilisables par les stations commerciales.

### VHF

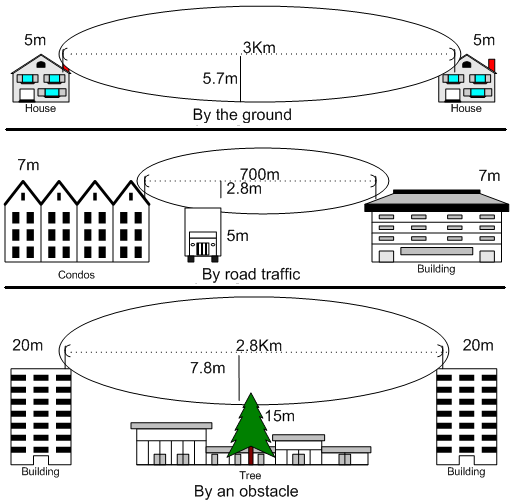
Propagation locale sur la bande VHF et sur la bande UHF

Zone de Fresnel: d est la distance entre l'émetteur et le récepteur.

- En absence d'obstacles, la portée radio est fonction de la courbure de la terre et de la hauteur des antennes d’émission et de réception en VHF selon la formule :

{\displaystyle d=4{,}188\times \ ({\sqrt {h1}}\ +{\sqrt {h2}})}
où :
- d est la portée radio en km (sans obstacles intermédiaires),
- h1 est la hauteur de l’antenne d’émission en mètres au-dessus de la hauteur moyenne du sol,
- h2 est la hauteur de l’antenne de réception en mètres au-dessus de la hauteur moyenne du sol.

Exemple entre deux stations radioélectriques:
- La hauteur de l’antenne d’une station radioélectrique est de 4 mètres au-dessus de la hauteur moyenne du sol.
- La hauteur de l’antenne de l'autre station radioélectrique est de 9 mètres au-dessus de la hauteur moyenne du sol.
- {\displaystyle 21=4{,}188\times \ ({\sqrt {4}}\ +{\sqrt {9}})}
- La distance maximum entre les deux stations radioélectriques est de 21 km (sans obstacles intermédiaires.)

Les portées pratiques en onde directe, au-dessus du sol, obtenues par le tableau ci-dessous, sont indiquées en kilomètres suivant les hauteurs des antennes d'émission et de réception, la portée correspond à une puissance d'émission de 10 watts sur 160 MHz et pour une réception radioélectrique d'un champ de 3 microvolts par mètre.
| Hauteurs des antennes des stations au-dessus de la hauteur moyenne du sol | Hauteurs des antennes des stations au-dessus de la hauteur moyenne du sol | Distance de la portée | Distance de la portée |
| ------------------------------------------------------------------------- | ------------------------------------------------------------------------- | --------------------- | --------------------- |
| une station                                                               | l'autre station                                                           | en ville, en forêt    | en mer                |
| 1,80 m                                                                    | 1,80 m                                                                    | 2,5 km                | 11 km                 |
| 9 m                                                                       | 1,80 m                                                                    | 6,5 km                | 18 km                 |
| 9 m                                                                       | 9 m                                                                       | 13 km                 | 25 km                 |
| 180 m                                                                     | 1,80 m                                                                    | 21 km                 | 62 km                 |

### UHF
- En absence d'obstacles, la portée radio est fonction de la courbure de la terre et de la hauteur des antennes d’émission et de réception en UHF selon la formule :

{\displaystyle d=3{,}5\times \ ({\sqrt {h1}}\ +{\sqrt {h2}})}
où :
- d est la portée radio en km (sans obstacles intermédiaires),
- h1 est la hauteur de l’antenne d’émission en mètres au-dessus de la hauteur moyenne du sol,
- h2 est la hauteur de l’antenne de réception en mètres au-dessus de la hauteur moyenne du sol.